# Zita magyar királyné
Zita magyar és cseh királyné, osztrák császárné, született Zita Bourbon–parmai hercegnő (olaszul: Principessa Zita di Borbone-Parma, németül: Kaiserin Zita von Österreich, teljes nevén Zita Maria delle Grazie Adelgonda Micaela Raffaela Gabriella Giuseppina Antonia Luisa Agnese; Viareggio, 1892. május 9. – Zizers, 1989. március 14.) a Bourbon-házból származó parmai hercegnő, házassága révén 1916–1918 között Ausztria császárnéja, Magyarország és Csehország királynéja.
IV. Károly magyar király hitvese. Az Osztrák–Magyar Monarchia összeomlása után előbb svájci, majd madeirai száműzetésbe kényszerült férjével és gyermekeivel. Férjét elkísérte a második visszatérési kísérlete alkalmával. A második világháború alatt átköltözött az amerikai kontinensre, ahonnan csak élete utolsó éveiben tért vissza. Boldoggá avatásának eljárása folyamatban van.

## Élete

### Származása és ifjúkora
Bourbon Zita parmai hercegnő 1892. májusban született a Bourbon-ház parmai ágának családi rezidenciájában, a toszkánai Villa Borbone della Pianore kastélyban Capezzano Pianore községben, Viareggio közelében, reggel kilenc órakor. Édesapja, I. Róbert parmai herceg már csak névlegesen ült Parma hercegségének trónján – azt ugyanis az olasz egység megvalósítása érdekében fel kellett adnia. A hercegnek Zita a tizenhetedik gyermeke, illetve tizenegyedik leánya volt. A hercegnő édesanyja, Mária Antónia portugál infánsnő I. Róbert második feleségeként tizenkét gyermeket hozott világra; ahogy apjának első házassága alatt is tizenkét gyermek született. Mária Pia nápoly–szicíliai királyi hercegnő, az első feleség és I. Róbert gyermekei közül többen is félkegyelműek voltak a szülők közti közeli rokoni kapcsolat miatt. Zita hercegnőnek születésekor már tizenhárom fivére és nővére volt – a legidősebbik Mária Lujza hercegnő már huszonkettedik életévében járt – és később még további hat gyermekkel gyarapodott a család.
A szülők nagy hangsúlyt helyeztek az uralkodói életstílusra. Zita édesanyja, Mária Antónia parmai hercegné hatalmas udvartartást vezetett. A család fenntartott egy nyári rezidenciát az alsó-ausztriai Schwarzauban, és egy télit a toszkánai Viareggióban. Az uralkodói külsőségek azt a célt szolgálták, hogy a családot továbbra is uralkodóházként ismerjék el a külföldi hatalmak. Az osztrák császári család részéről ez így is történt, elsősorban a parmai hercegné nővérének, a császári családba házasodott Mária Terézia portugál infánsnőnek és osztrák főhercegnének köszönhetően.
A hercegnő számos keresztneve közül a család a Zitát választotta elsődlegesnek. Szent Zita a 13. században élt Lucca városában, később a cselédek védőszentjeként kezdték tisztelni. A Zita név ötlete valószínűleg Adelgunde Bardi grófnőtől, a hercegnő nagynénjétől és egyben keresztanyjától származott. Zita hercegnő együtt nőtt fel szellemi fogyatékos testvéreivel, ami a korban példátlannak számított. A szigorú édesanyaként számon tartott parmai hercegné gyermekeit vasfegyelemben nevelte, nagy hangsúlyt helyezve a katolikus vallás megismerésére és előírásainak betartására. A gyermekek tanultak franciául, németül, olaszul, portugálul és angolul. Zita hercegnő maga hétéves korában kezdett rendszeresen órákat venni Della Rosa márkinétól, két nővérével és két fivérével együtt.
1903. szeptember 16-án a hercegnőt beíratták a zangbergi Szent József Leánynevelő Intézetbe, ahol a család több leánygyermeke is tanult. A szaléziánus nővérek vezette bajorországi kolostorba elsősorban jómódú polgárcsaládok leányai jártak; a nemesi kisasszonyok mellé rendszerint nevelőnőt fogadtak. Zita alig egy év alatt egyike lett az osztály egyik legjobb tanulóinak, de Adelheid nővérét, aki szintúgy az internátus lakója volt, emellett pedig az iskola egyik kiválóságának számított, soha nem sikerült utolérnie. „Zita mindenkivel egyformán kedves volt, azt lehetne mondani, hogy mindegyikünk barátja volt ő, de egyikőnknek sem volt a meghitt barátnője a megszokott értelemben” – emlékezett a hercegnőről egykori osztálytársnője.
1907-re Zita nővére, Adelheid hercegnő befejezte a tanulmányait, és hamarosan Zitát is kivették az iskolából. Édesapja ugyanis megbetegedett, és maga mellett akarta tudni a leányát; ám mire Zita hazatért Itáliába, I. Róbert herceg már nem élt. A gyászidő letelte után visszatért Zangbergbe, de a tanévre nem kapott bizonyítványt, s mivel betöltötte tizenhatodik életévét, el kellett hagynia az intézetet. Mostohatestvérei és édesanyja között viszály tört ki a hagyatékot illetően, s ebben Zita hercegnő is érintett volt.
Később a Wight-szigeten fekvő bencés rendi Szent Cecília-zárdába küldték, további tanulás céljából. A zárdát anyai nagyanyja, az apácává lett Adelheid Zsófia löwenstein–wertheim–rosenbergi hercegnő vezette, míg a főnökasszony unokatestvére, Ágnes hercegnő is a rend kötelékeibe lépett. Ezenfelül Adelheid hercegnő, Zita nénje is felvette az apácafátylat. A zárda valójában nem funkcionált oktatási intézményként, a növendékeket elsősorban teológiára és filozófiára oktatták, illetve nagy hangsúlyt helyeztek az istentiszteletekre. A családi környezet ellenére Zita hercegnő nem érezte jól magát a nővéreknél, ráadásul a nedves, párás klíma kikezdte az egészségét. Édesanyja 1909-ben hazavitte leányát a családi osztrák birtokra, majd a csehországi Franzensbadba küldte gyógykúrára. A gyermekkori, majd később az iskolaévek alatti szigorúan vallásos környezet ugyanakkor egy életre meghatározta a fiatal hercegnő gondolkodásmódját és értékrendjét: „a felnövő Zita hívő, de gyakorlatias keresztény lett. A vallás széles értelemben vett, sokrétű világnézetté formálódott benne. Egy kevés miszticizmus és áhítat a csodák iránt, még inkább vágy a felebaráti szeretet gyakorlására, végül a katolikus egyház liturgiájának és a vallásos művészetnek a szeretete, az esztétikai szépség – mindez együtt hatott a fiatal Zitára.” 1916 és 1951 között a Gonzaga Eleonóra királyné által alapított Csillagkeresztes Rend védnökasszonya volt, ami a katolikus, jótékonykodó nemes asszonyok kitüntetése és szervezete volt.

### Házassága és gyermekei

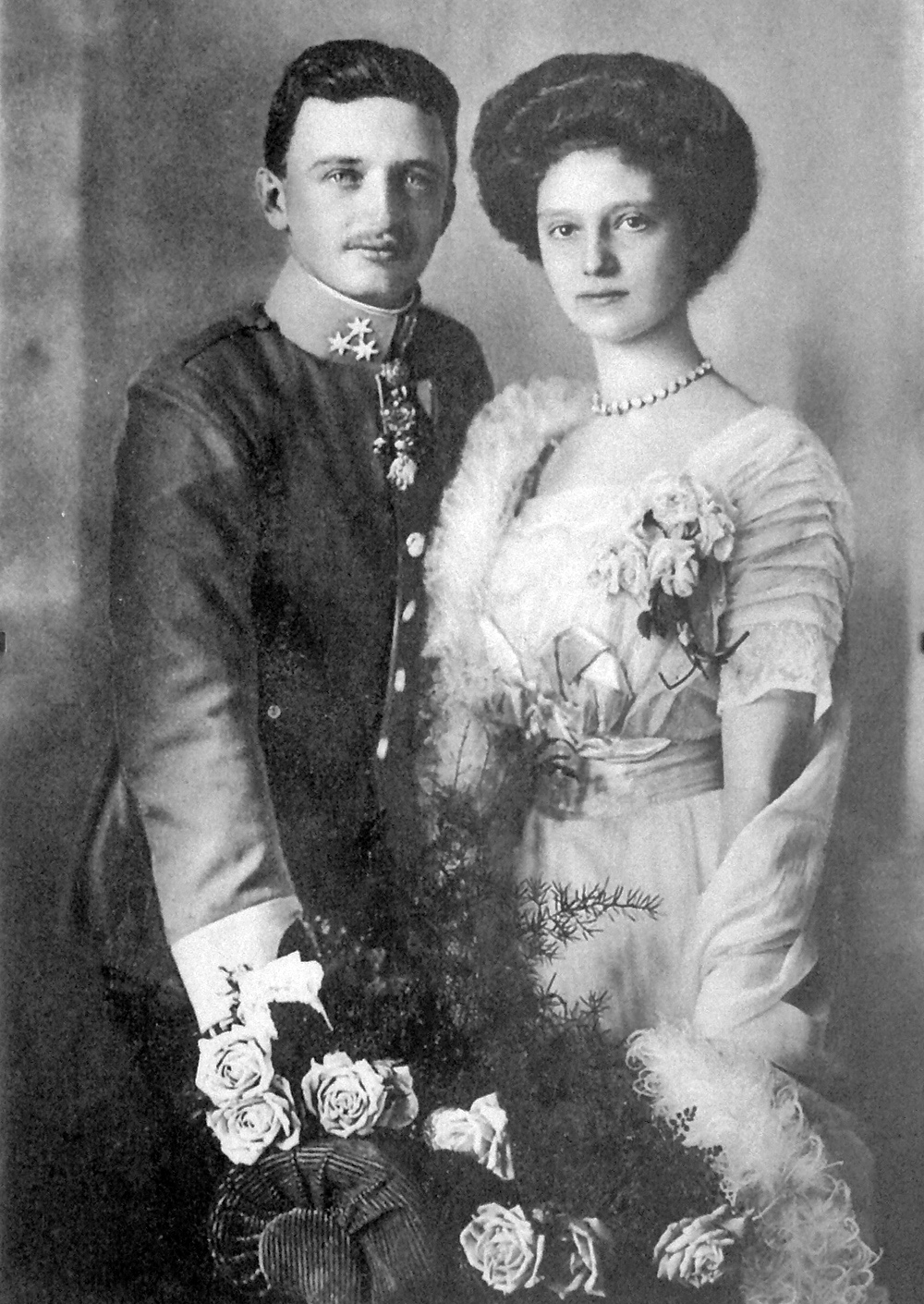
Károly osztrák főherceg, magyar és cseh herceg és Zita parmai hercegnő eljegyzési fényképe

Franzensbad nem esett messze a hercegkisasszony anyai nagynénjének, Mária Terézia főhercegnének otthonától. A közelben állomásozott a főhercegné mostohaunokájának, Habsburg–Lotaringiai Károly főhercegnek (1887–1922) ezrede is. Károly főherceg gyakorta tiszteletét tette nagyanyjánál, itt nyílt ugyanis alkalma találkozni barátjával, Szixtusz parmai herceggel, Zita hercegnő legidősebb édesbátyjával. Zita hercegnő és Károly főherceg gyermekkorukban már többször is találkoztak, ám felnőttként Franzensbadban látták egymást először. 

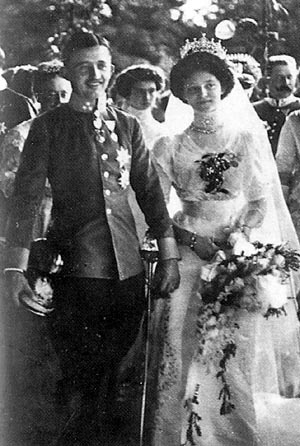
Károly főherceg és Zita hercegnő
esküvői képe 1911. október 21-én

A hercegnő és a főherceg egymásra találását a család is jelentősen segítette. Zita hercegnő így emlékezett vissza: „nem tudnám megmondani, hogy a két főhercegnő szándékosan vitt-e engem Franzensbadba vagy sem, de annyi bizonyos, hogy Károly főherceg többször is meglátogatott bennünket, illetve Mária Annunciáta nénit. … Az érzelmeim lassan érlelődtek iránta a rá következő két esztendőben.” Első találkozásuk nagy hatást tett a főhercegre, aki ettől kezdve mind gyakrabban kereste a parmai hercegnő társaságát: „nagyon összebarátkoztunk, és természetesen boldogok voltunk, hogy újra meg újra találkozunk… Károly főherceg… még serényebbnek mutatkozott, amikor 1910 őszén fülébe jutott a pletyka, hogy jegyben járok egy távoli spanyol rokonommal, Don Jaime madridi herceggel.”
Károly főherceg akkoriban Ausztria egyik „legjobb partijának” számított, és a gyermekei minél előnyösebb kiházasításán fáradozó Mária Antónia parmai hercegné azt kívánta, hogy valamelyik leánya menjen hozzá feleségül. Eredetileg Adelheidet szánta Károlynak, ám miután ő kolostorba vonult, Zita vált a lehetséges feleségjelöltté. 1910-ben I. Ferenc József magyar király „parancsba adta” Károly főhercegnek, hogy nősüljön meg. Az uralkodó azonban – okulva a rangon alul nősült Ferenc Ferdinánd trónörökös esetéből – kikötötte, hogy csak olyan társat választhat magának, akinek családja az európai uralkodóházakat és nemesi családokat jegyző Gothai almanach első kötetében – a legrangosabb helyen – szerepel, tehát királyi vérből származik. A parmai uralkodócsalád ennek a kitételnek nem felelt meg tökéletesen, hiszen a tróntól megfosztották, de kapóra jött, hogy a család továbbra is fenntartotta trónigényét és a legidősebb fiúgyermeket, a szellemi fogyatékos Henrik herceget, Zita féltestvérét 1907-ben címzetes parmai hercegnek ismerték el öccsének, Illés hercegnek gyámsága mellett. Károly osztrák főherceg 1911. június 13-án megkérte Zita hercegnő kezét, maga mögött tudva a család és a császár támogatását is. A frigy megkötése különösen fontosnak bizonyult a birodalom számára, ugyanis a törvények szerint Ferenc Ferdinánd trónörökös morganatikus házassága miatt Károly főherceg leszármazottai voltak a trón jogos várományosai.
A főherceg és a parmai hercegnő 1911. október 21-én házasodott össze az alsó-ausztriai Schwarzau kastélyában a király és számos európai előkelőség részvételével. Az uralkodó egy káprázatos diadémot ajándékozott az alkalomból a menyasszonynak. A vőlegény azon szerencsés kivételek közé sorolhatta magát, akik szabad akaratukból, érzelmeik alapján választhatták meg jövendőbelijüket; ez ugyanis igencsak ritkaságnak számított a császári és királyi családok történelmében. Tagadhatatlanul boldog házasságban éltek; gyermekeiket is a katolikus vallás elvárásainak és hittételének megfelelően nevelték.

#### Gyermekei
- Ottó (1912–2011) 1951-ben kötött házasságot Regina szász–meiningeni hercegnővel (1925–2010)[9]

- Andrea (1953–)
- Mónika (1954–)
- Mikaéla (1954–)
- Gabriella (1956–)
- Valburga (1958–)
- Károly (1961–)
- György (1964–)

- Etelka (Adelheid) (1914–1971)
- Róbert (1915–1996) 1953-ban kötött házasságot Margherita di Savoia-Aosta hercegnővel (1930–2022)

- Mária Beatrix (1954–)
- Lőrinc (1955–)
- Gellért (1957–)
- Márton (1959–)
- Izabella (1963–)

- Félix (1916–2011) 1952-ben kötött házasságot Anna-Eugénie von Arenberg hercegnővel (1925–1997)

- Maria del Pilar (1953–)
- Károly Fülöp (1954–)
- Kinga (1955–)
- Rajmund (1958–2008)
- Miriam (Mária Adelheid) (1959–)
- István (1961–)
- Viridis (1961–)

- Károly Lajos (1918–2007) 1950-ben kötött házasságot Yolande de Ligne hercegnővel (1923–2023)

- Rudolf (1950–)
- Alexandra (1952–)
- Károly Krisztián (1954–)
- Mária Konstancia (1957–)

- Rudolf (1919–2010)[10] először 1953-ban kötött házasságot Xenia Czernichev-Besobrasov (Kszenyija Szergejevna Csernisova-Bezobrazova) grófnővel (1929–1968), majd 1971-ben Anna Gabriele von Wrede hercegnővel (1940–)

- Mária Anna (1954–)
- Károly Péter (1955–)
- Simon (1958–)
- János (1962–1975)
- Katalin (1972–)

- Sarolta (1921–1989) 1956-ban nőül ment György mecklenburgi herceghez (1899–1963), házasságukból nem született gyermek
- Erzsébet (1922–1993) 1949-ben nőül ment Henrik Károly liechtensteini herceghez (1916–1991)

### Trónörökös főhercegnéként
Károly főherceg a Monarchia trónöröklési sorrendjében a második helyen állt Ferenc Ferdinánd főherceg mögött. Ferenc Ferdinánd azonban rangon aluli házasságot kötött Chotek Zsófia grófnővel, így gyermekeik nem számíthattak a trónra. Károly és Zita kapcsolata a trónörökösi párral jónak bizonyult, a házaspár gyakran vendégeskedett náluk a Belvedere-palotában. Zita, amikor immár főhercegnéként először találkozott Chotek Zsófiával, Hohenberg hercegnőjével a nyilvánosság előtt, meghajolt előtte, holott főhercegnéi rangjánál fogva Zita elvileg a trónörökös felesége fölött helyezkedett el a rangsorban.
1914. június 28-án Szarajevóban meggyilkolták Ferenc Ferdinánd trónörököst és feleségét, így a trón várományosa Károly főherceg lett. Az esemény jelentette azonban az első világháború kezdetét is. Károly főherceg az osztrák hadsereg szolgálatába lépett, míg Zita főhercegné fivérei különböző országok seregeihez csatlakoztak – René, Félix és Illés a Monarchia csapataihoz, míg Szixtusz és Xavér a belgákhoz. Ez azt jelentette, hogy a testvéreknek egymás ellen kellett harcolniuk a háború folyamán, ráadásul néhányuk Franciaországgal ellentétes oldalon állt, holott a Bourbon-házból származtak, így franciának vallották magukat. A parmai hercegi testvérek az osztrák családi birtokon búcsúztak el egymástól: „Ez az egész oly szörnyű. Ám Zita nagyon bátor, igyekezett úgy tenni, mintha ez az egész nem rendítette volna meg.”
Zita főhercegné Ferenc József kérésére átköltözött Bécsbe, Schönbrunnba, ahol maga az idős császár próbálta meg felkészíteni őt majdani királynéi és császárnéi teendőire. 1916. november 21-én meghalt Ferenc József, trónján Károly főherceg követte I. Károly illetve IV. Károly néven, Zitából pedig császárné és királyné lett.
Amikor az olasz front Görz városához közeledett, Zita császárné Bécsbe hozatta apai nagyanyjának, Louise Marie Thérèse parmai hercegnének és rokonainak koporsóit, akik az Isonzó mellett, a görzi Castagnavizza ferences kolostor Bourbon-kriptájában nyugodtak. (1919-ben, a Monarchia széthullása után a Bourbon-rokonok koporsóit visszavitték az addigra Olaszországhoz került kolostorba).

### Osztrák császárnéként, magyar és cseh királynéként
| „                                                        | Engem megigézett a császárné, nem pusztán személyes varázsával és a kegyes személyiségéből áradó kedvességével, hanem szellemi erejével is, mely a vele folytatott beszélgetésekből felragyogott. | ” |
| – báró Alfred Margutti véleménye Zita magyar királynéról | |   |

A világháború zajlásának dacára a budapesti koronázási ünnepségek hihetetlenül ünnepélyes és pompás keretek között zajlottak 1916. december 30-án. Az akkora már hagyománnyá vált koronázási díszmagyar öltözéket a magyarországi arisztokrácia nőtagjai ajándékozták az újdonsült királyné számára. A ruha elkészítéséhez harminc méter szatént, a béléshez harminc méter taftot, ugyanennyi flanellt és tizennyolc kilogramm aranyat használtak fel. A bonyolult mintájú csipkefátyolt az Esterházy család nőtagjainak hozományából varrták. Gróf Bánffy Miklós így írt emlékirataiban a királynéról a koronázás alatt: „Zita királyné ezüstliliomokkal és kettőskeresztekkel teleszórt bíborszínű uszályos ruhában, hosszan elnyúló öles csipkefátyollal, gyémánt koronával a fején.” A koronázás előtt, szintén a hagyományoknak eleget téve a királyné saját kezűleg javította ki a koronázási palástot férje számára. A királyi párt egyazon napon szentelték fel, amire addig nemigen volt példa a magyar történelemben: egyedül Erzsébet királyné mondhatta el magáról, hogy férjével ugyanazon a napon koronázták meg. A koronázás előtti eskütételkor a királyné magyarul válaszolt a hercegprímás az eskü keretében feltett kérdéseire. A magyar eskütételről a királyné így vélekedett: „örömmel teljesítem a nemzetnek önök által nyilvánított kívánságát, amely saját forró óhajtásommal is találkozik.” A szokás szerint a Szent Korona a királyné vállára került, ez jelentette a magyar királynévá koronázást; ezzel együtt a királyné fejére az Erzsébet királyné által a saját koronázására készíttetett királynéi koronát tették. Később az uralkodóné a királyi palotából szemlélte végig a koronázáshoz kapcsolódó ünnepélyeket: „Zita királyné a koronázó templomból már előbb a várba hajtatott és a palota egyik ablakából végignézte a kardvágást. Ő maga nyitotta ki az ablakot és kedvesen maga mellé emelve a kis díszmagyaros trónörököst, így nézte végig a mesebeli szép parádét.”

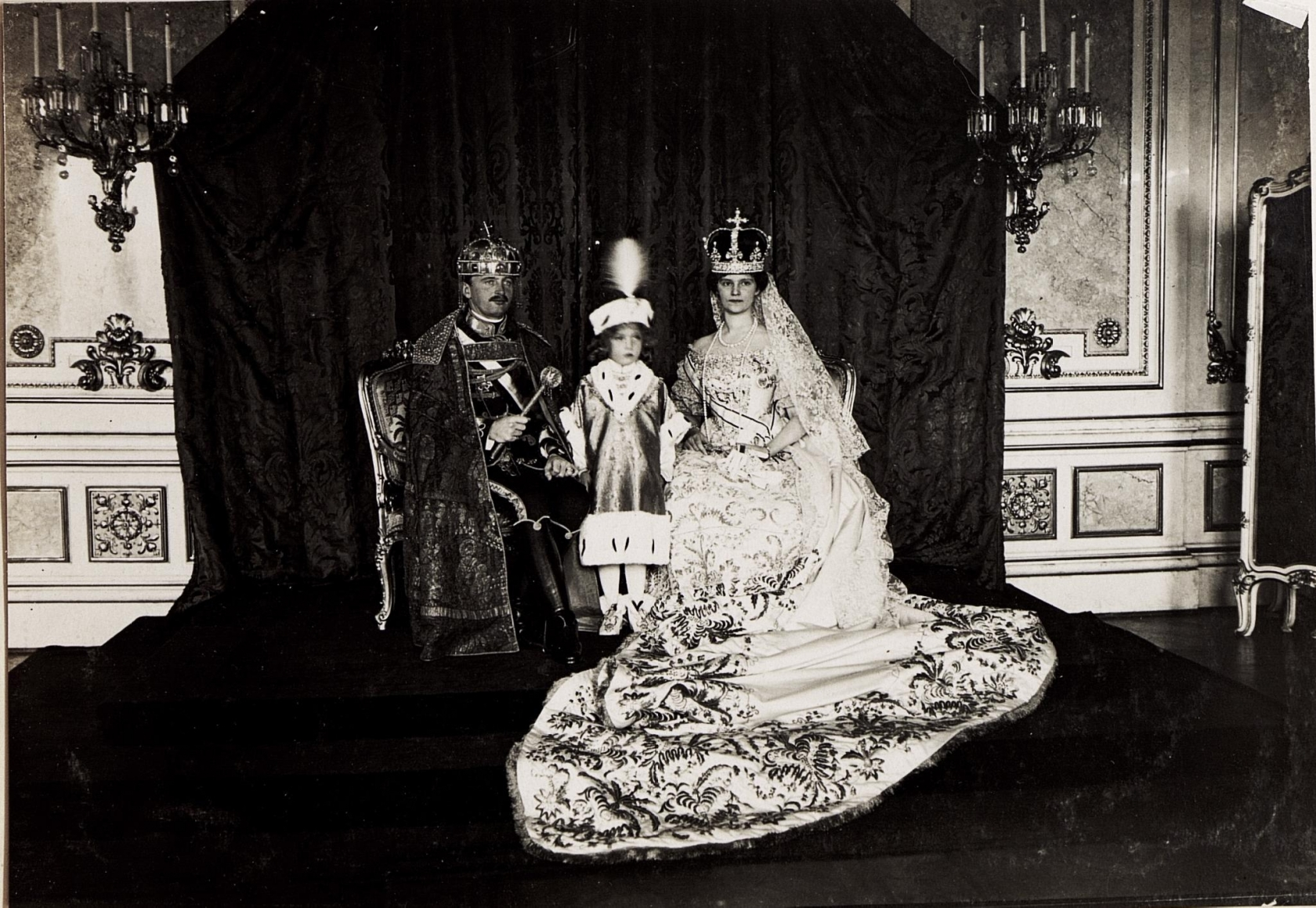
Károly és Zita a koronázás után a Királyi Palotában, középen Ottó királyfival

A koronázás napjának elmúltával a császárné és királyné hozzálátott teendőihez és kötelességeihez. Kórházakat látogatott, katonákat ápolt, árva gyermekeket vett a pártfogásába. Bár mindez szinte „kötelező” volt számára, a királyné megtanulta elkészíteni a paprikás csirkét, amit a magyarok igen nagy gesztusként értékeltek. Férje tanácsadójaként a császárné is aktívan politizált, sokszor személyesen tárgyalt egy ügyről az illetékes miniszterekkel. Éppen ezért részben őt tették felelőssé bátyjának, Szixtusz hercegnek sikertelen békekísérlete miatt. Szixtusz herceg a császár kérésére felvette a kapcsolatot Georges Clemenceau francia miniszterelnökkel, hogy a békéről tárgyaljon vele. A kapcsolat azonban kitudódott, II. Vilmos német császár pedig szigorúan kérdőre vonta a Monarchia uralkodóját. Bűnbaknak a királynét tették meg: származására nézve ugyanis ő francia–olasz–német–portugál volt, és ekkor előtérbe kerültek a császárné francia, illetve olasz gyökerei. Szintén rontott a császárné megítélésén, hogy a német nyelvet kissé nehézkesen beszélte. Az „olasz árulónak” emlegetett és megbélyegzett császárnét férje elnyomójaként ábrázolták, akinek a király teljesen aláveti magát. A császári család nem tett semmit a rágalmak kivédésére, így a helyzet egyre jobban elmérgesedett. Mindeközben Zita királyné szinte állandóan áldott állapotban volt, gyermekeire sokszor időt kellett szakítania. „[Úgy emlékszem rá], mint állandóan jelenlévő anyára; magától értetődő volt, hogy fölénk hajolt, amikor betegek voltunk, hogy esténként együtt imádkozott velünk, hogy rögtön ott termett, ha valamelyikünknek baja esett, és hogy megfedett bennünket, ha lusták voltunk.” – írta édesanyjáról Félix főherceg.
1918-ban, a háború elvesztése után felbomlott az Osztrák–Magyar Monarchia. IV. Károly 1918. november 11-én, Bécs mellett lemondott az osztrák császári trónról, november 13-án eckartsaui nyilatkozatában a magyar kormányzásba való beleszólási jogáról, azonban a magyar trónról formálisan nem mondott le. A királyné eleinte hallani sem akart erről, ám végül kénytelen volt belenyugodni. Férje magántitkára így emlékezett az eseményről: „Miután gondosan elolvasta a nyilatkozatot, ő is elismerte, hogy nincs jövő. A császárné mély szomorúsággal beszélt a jövőről, mely nem tűnt számára közelinek, de annál biztosabbnak…”. A lemondó nyilatkozat aláírása után Schönbrunnból az alsó-ausztriai Eckartsauba vitték a királyi családot. Másnap az ideiglenes nemzetgyűlés kikiáltotta a Német-ausztriai Köztársaságot. Ausztriában és Csehországban rögtön a nyilatkozatot követően kimondták az uralkodócsalád trónfosztását. Hónapokkal később, az alkotmányozó nemzetgyűlési választások után az osztrák kormány azt a választási lehetőséget kínálta a császári család tagjainak: vagy internálják őket, vagy önként svájci emigrációba vonulnak.
| „                                                           | Egy uralkodó sohasem mondhat le. Trónjától megfosztani lehet, uralkodói jogait megvonni tőle lehet. Ez rendben van. Mert ez merő erőszak. De ez nem kötelezi arra, hogy elismerje: elvesztette uralkodói jogait. Engedhet az erőszaknak, attól függően, milyen időben és milyen körülmények közé kerül, de lemondani soha, soha, soha! Inkább itt pusztulok veled, de majd jön Ottó. És ha mindannyiunknak pusztulnia kell is, akad még Habsburg elegendő. | ” |
| – Zita magyar királyné a lemondó nyilatkozat aláírása előtt | |   |

### Száműzetésben

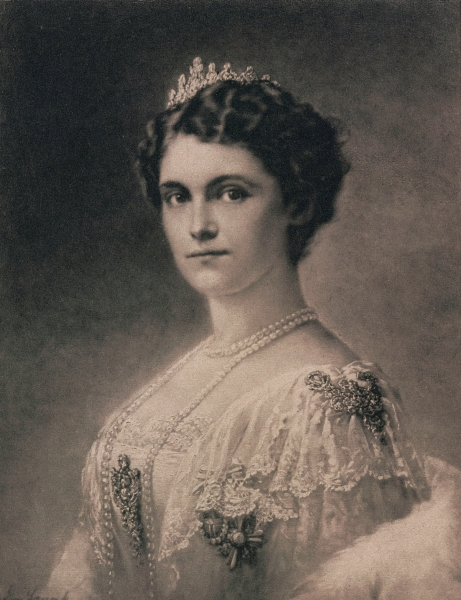
Zita magyar és cseh királyné, osztrák császárné

A királyi pár a svájci száműzetés mellett döntött. Szixtusz herceg találkozott V. György brit királlyal, és rávette az uralkodót, hogy segítse a császári családot. 1919 márciusában brit katonai különítmény érkezett Ausztriába, hogy Svájcba kísérjék őket. Károly király március 19-én, Zita királyné és a gyermekek március 24-én hagyták el az országot. Ugyanezen a napon Károly a vorarlbergi Feldkirchben kiadta a „feldkirchi manifesztumot”, amelyben visszavonta a november 11-én tett lemondását, követelte uralkodói jogainak helyreállítását, és kijelentette, hogy országának új kormányát sem a jelenben, sem a jövőben nem ismeri el. Ennek hatására az Osztrák Köztársaság parlamentje 1919. április 3-án meghozta a Habsburg-törvényt.
Svájc kormánya a Rohrschach közelében fekvő Wartegg kastélyban biztosított szállást a családnak, ám később – az osztrák határ közelsége miatt – átköltöztették őket Svájc nyugati részébe, a Genfi-tó partjára, a Villa Pranginsba. Károly és Zita Ausztriában címzetes császári pár lettek, míg Magyarországon továbbra is ők voltak a legitim uralkodók.
1920. március 1-jén a magyar állam élére nagybányai Horthy Miklós lépett mint kormányzó. 1921-ben a trianoni békeszerződés következtében a Magyar Királyság jelentős területeket vesztett. Károly király 1921 márciusában megpróbált visszatérni az országba. Az „első királypuccs” néven elhíresült esemény kudarccal végződött, az uralkodónak vissza kellett térnie Svájcba. Második alkalommal ugyanazon év októberében próbálkozott, ekkor már csata is zajlott a királypártiak és a kormánycsapatok között. Zita királyné mindkét alkalommal elkísérte férjét Magyarországra, gyermekeik ez idő alatt Wartegg kastélyában éltek Károly király mostoha-nagymamájánál, Mária Terézia főhercegnénél. Az elvesztett budaörsi csatát követően a királyi párt együtt vetették fogságba Tata várában. Az események láttán az antant hatalmak úgy döntöttek, az uralkodócsaládot biztonságosabb helyre kell vinni: szóba került Málta neve is, de végül Madeira szigetét jelölték ki a királyi család új lakhelyéül. 1921. október 31-én a királyi párt Tihanyból Bajára vitték vonattal, ahol a brit HMS Glowworm folyami hadihajó várt rájuk. November 19-én érkeztek meg Funchal városába, ahol előbb egy szállodában rendezkedtek be. Gyermekeik 1922 februárjában csatlakoztak hozzájuk, miután hosszas politikai vitát követően az antant nagykövetei engedélyezték a királyné elutazását a gyermekeiért.
Mivel az ausztriai Habsburg-törvény értelmében vagyonukat államosították, a családnak semmi pénze nem volt. A szállodát nem tudták fizetni, ezért hosszas otthonkeresés után egy, a hegyekben álló nyaralóba költöztek, amit egy gazdag portugál bocsátott rendelkezésükre. A nyári üdülésekre szánt villában nem volt fűtés, a falak nedvesek és penészesek voltak. Az egyébként is gyenge egészségű Károly király spanyolnáthát kapott. Felesége – bár éppen nyolcadik gyermeküket várta – végig odaadóan ápolta őt. IV. Károly király 1922. április 1-jén hunyt el. Zita királyné ettől kezdve élete végéig gyászruhában járt; a feketét nem is vetette le többé. A király halála után a család nyomorban élt, ugyanis a győztes nagyhatalmak nem kívánták támogatni az ellenséges császári családot. A családot végül a királyné rokona, XIII. Alfonz spanyol király segítette meg, aki felajánlotta, hogy költözzenek Spanyolországba, az El Pardo királyi palotába. A család az Izabella infánsnő nevű hajón érkezett meg Cádizba, majd onnét Madridba utaztak, ahol Zita királyné életet adott utolsó gyermekének, az utószülött Erzsébet főhercegnőnek. A spanyol uralkodó ezután a Lekeitio mellett található Uribarren-palotát bocsátotta a család rendelkezésére, ahol Zita királyné és gyermekei az elkövetkező hat évet töltötték. A királynét teljesen lefoglalta gyermekeinek oktatása és felnevelése, minden energiáját nekik szentelte. Első gyermekét, Ottót trónörökösnek nevelte; ő maga sosem mondott le az osztrák és a magyar trónról.
1929-ben, amikor a gyermekek legtöbbje egyetemista korba ért, a család Belgiumba költözött a felsőoktatási intézmények kedvéért. Brüsszel közelében telepedtek le, és a Habsburg-ház több tagjával is ismét közelebbi kapcsolatba kerültek. A császárné és királyné aktívan kampányolni kezdett a Habsburg-házért: többek között azt is elérte, hogy Ottó trónörökös többször is meglátogathatta Ausztriát. A Harmadik Birodalom és a Szovjetunió terjeszkedését megelőzendő és határt szabandó a közép-európai országokban a Habsburg-restaurációt ajánlotta; ennek érdekében többször tárgyalt az amerikai elnökkel és más nagyhatalmi vezetőkkel. Az 1938-as náci előretörést követő megszállások végleg ellehetetlenítették a monarchia visszaállításáról szőtt terveket.
1940. május 10. után, azaz Belgium német megszállását követően a család előbb Xavér herceg franciaországi kastélyába, onnét spanyol földre, végül Portugáliába menekült. Július 9-én az Amerikai Egyesült Államok kormánya a család összes tagjának megadta a vízumot, így július 27-én New Yorkba utazhattak. Nem sokkal ezután a kanadai Québecben telepedtek le, ahol a négy legfiatalabb gyermek a Laval Egyetemen tanult.
A második világháború alatt Zita királyné kötszert és gyógyszereket gyűjtött Ausztria, illetve Magyarország számára. Fiai mind aktívan részt vettek a háborúban: Ottó főherceg rendszeresen találkozott Franklin D. Roosevelttel, hogy képviselje a háború utáni Európában a dinasztia érdekeit; Róbert herceg londoni követként dolgozott; míg Károly Lajos, Félix és Rudolf főhercegek beléptek az amerikai hadseregbe.
A háború végeztével az egykori királyné az Egyesült Államokba költözött át. Európába csak gyermekei esküvői alkalmából utazott át; ám 1952-ben végleg visszatelepült, hogy Luxemburgban ápolhassa idős édesanyját. Mária Antónia infánsnő, parmai hercegné 1959 májusában halt meg, 96 éves korában. Zita királyné ezután ajánlatot kapott a svájci Chur város püspökétől, hogy költözzék a zizersi ferences rendi kolostorba. A királynénak jelentős szerepe volt abban, hogy férjének boldoggá avatási eljárása elinduljon. Huszonnyolc unokájának rengeteg időt szentelt, akárcsak korábban gyermekeinek. Katalin Mária főhercegnő visszaemlékezése szerint „Nagymama egyébként sose ajándékozott, viszont minden idejét nekünk, az unokáinak szentelte. Értünk jött az iskolába, és sokat mesélt.” 1982-ben a császárné újra osztrák földre léphetett; a kormány a trónról történő lemondástól is eltekintett az idős császárné esetében. Ettől kezdve gyakorta meglátogatta egykori országát, az osztrák televízióban is többször szerepelt.

### Halála és temetése
Kilencvenedik születésnapja után a császárné és királyné egészsége hanyatlani kezdett. Mindkét szemére szürkehályog húzódott. A család 1987-ben összegyűlt megünnepelni a volt császárné 95. születésnapját: 34 unokája és 15 dédunokája vette őt körül. Ez volt az utolsó alkalom, amikor az egész család együtt volt úgy, hogy a királyné még élt. 1988-ban, mikor éppen látogatóban volt egyik leányánál, tüdőgyulladást kapott. Az életéből hátralévő közel egy esztendőt ágyban fekve, nagybetegen élte le. Az utolsó magyar királyné 1989. március 14-én hunyt el 96 éves korában, családja körében.
Az osztrák kormány engedélyezte az uralkodó család hagyományainak megfelelő bécsi temetést, amely 1989. április 1-jén zajlott le az osztrák fővárosban. A hagyományoknak megfelelően zajló szertartáson a család körülbelül kétszáz tagja vett részt, és további hatezer meghívott. Teste a bécsi kapucinusok templomának kriptájában (Kaisergruft) pihen. A szertartás során az ősi Habsburg-ceremónia elemeit alkalmazták (háromszori kopogtatás a templom kapuján, és bebocsátás kérése). Szívét különválasztották testétől, ezt a császárné óhajának megfelelően a svájci Aargau kantonban, a Muri Apátság Loreto-kápolnájában őrzik férjéével együtt.

### Boldoggáavatási eljárása
2009. december 10-én Yves Le Saux, Le Mans püspöke elindította az utolsó osztrák császárné, magyar királyné boldoggá avatásának folyamatát. Az ezzel kapcsolatos eljárások általában a szóban forgó személy halálának helyszínén zajlanak, azonban Le Mans püspöke kérvényezte a kongregációnál, hogy az egyházmegyei eljárások Le Mans városában folyjanak, minthogy a császárné minden évben több hónapot töltött a városban, ahol három nővére apácaként élt a Szent Cecília-apátságban. 2008. április 11-én a kongregáció elfogadta a püspök kérelmét. 2018 decemberében Nagy Norbert teológust nevezték ki a boldoggáavatási eljárás magyar vonatkozású viceposztulátorának.